# Смирнова-Замкова, Александра Ивановна
Александра Ивановна Смирнова-Замкова (31 мая 1880, Переяслав Киевская губерния Российская империя — 22 сентября 1962, Киев УССР СССР) — русский, советский и украинский патологоанатом, академик АН УССР (1951-62).

## Биография
Родилась Александра Смирнова-Замкова 31 мая 1880 года в Переяславе в семье врача. Вскоре решила учиться во Франции и поступила в Университет в Монпелье на медицинский факультет, которая она окончила в 1905 году. В том же году возвращается к себе на родину в Переяслав, пока её не приглашают в Киев и с 1907 года Александра Смирнова-Замкова входит в азы своей профессии — начинает работать в крупнейших Киевских институтах: С 1907 по 1908 год — в Киевском бактериологическом институте, с 1908 по 1920 год — на Высших женских медицинских курсах, с 1920 по 1941 год — в Киевском медицинском институте, одновременно с этим с 1927 года также в АН УССР.
В 1933—1941 годах зав. кафедрой патологической анатомии Второго киевского медицинского института.
В 1938—1953 годах зав. отделом патологической анатомии Института физиологии АН УССР, с 1953 года — зав. лабораторией морфологии Института физиологии имени А. А. Богомольца.
С 1939 года — член-корреспондент, с 1951 года — академик АН УССР.
Жила и работала в Киеве, с 1960 по 1962 год жила в квартире по адресу Тарасовская улица, 3А.
Скончалась Александра Смирнова-Замкова 22 сентября 1962 года в Киеве. Похоронена на Байковом кладбище, спустя 7 лет после её смерти, в 1969 году скульптор Ксанфий Кузнецов на могиле Александры Ивановны открыл ей памятник-бюст.

## Научные работы
Автор около 90 работ. Сфера научных интересов — патологическая анатомия инфекционных болезней, передпистряковых заболеваний, патанатомия опухолей, лучевой болезни, изучение неклеточных структур организма.
Сочинения:
- Основное аргирофильное вещество и его функциональное значение [Текст] / А. И. Смирнова-Замкова, действ. чл. Акад. наук УССР ; Акад. наук Укр. ССР. Ин-т физиологии им. А. А. Богомольца. — Киев : Изд-во Акад. наук УССР, 1955. — 158 с. : ил.; 23 см.

## Награды
- орден Ленина
- орден «Знак Почёта» (01.10.1944)

## Список использованной литературы
- История АН УССР.— Киев.: Наук. думка, 1979.— 836 с.
- Биологи. Биографический справочник.— Киев.: Наук. думка, 1984.— 816 с.: ил